# Tise u Bosni i Hercegovini
Tise u Bosni i Hercegovini, bh. dokumentarni film. Snimila ga je Udruga Baština, koja upravlja Zavičajnom zbirkom i botaničkim vrtom u Rankovićima kod Novog Travnika. Film je prikazan na filmskom festivalu u Kreševu (3FOK). Autor Dalibor Ballian je profesor na Šumarskom fakultetu u Sarajevu. Suautor filma je samostalni umjetnik Marinko Slipac.